# Трибьют Сектор Газа (альбом, 2020)
«Трибьют Сектор Газа» — трибьют-альбом памяти лидера группы «Сектор Газа» Юрия «Хоя» Клинских, выпущенный 18 декабря 2020 года на лейбле Warner Music Russia.
Альбом выпущен спустя двадцать лет после смерти Юрия Клинских.

## Список композиций
| №   | Название                 | Исполнитель                               | Длительность |
| --- | ------------------------ | ----------------------------------------- | ------------ |
| 1.  | «Возле дома твоего»      | План Ломоносова                           | 2:17         |
| 2.  | «Колхозный панк»         | Голос Омерики                             | 3:28         |
| 3.  | «Утопленник»             | Сектор Газовой Атаки                      | 4:31         |
| 4.  | «Ночь перед Рождеством»  | ДДТ                                       | 3:41         |
| 5.  | «Нас ждут из темноты»    | Бродячий Цирк                             | 2:49         |
| 6.  | «Хорошо в деревне летом» | Гудтаймс                                  | 3:41         |
| 7.  | «Твой звонок»            | Ирина Клинских                            | 4:55         |
| 8.  | «Казачья»                | Монгол Шуудан                             | 3:55         |
| 9.  | «Укус вампира»           | Чёрный Вторник                            | 4:06         |
| 10. | «Кума»                   | CWT                                       | 2:09         |
| 11. | «Свидание»               | Карабас и НЕСУРАЗНОСТИ                    | 3:49         |
| 12. | «Туман»                  | 7Б                                        | 3:39         |
| 13. | «Авто-мат»               | Татьяна Фатеева                           | 3:27         |
| 14. | «Святая война»           | Артур Беркут feat. Чёрный Вторник         | 4:49         |
| 15. | «Лирика»                 | Мураками                                  | 3:58         |
| 16. | «Аванс»                  | Иначе                                     | 2:21         |
| 17. | «Life»                   | Znaki                                     | 3:06         |
| 18. | «Хата»                   | Сектор Газовой Атаки feat. Ирина Клинских | 3:21         |
| 19. | «Самые лучшие тачки»     | Дайте Два                                 | 3:16         |
| 20. | «Опарыш»                 | Азон                                      | 2:27         |
| 21. | «Пора домой»             | СерьГа                                    | 3:48         |
| 22. | «Бомж»                   | Действуй!                                 | 3:44         |
| 23. | «Без вина»               | ДМЦ                                       | 3:42         |
| 24. | «30 лет»                 | Лампасы                                   | 3:08         |
| 25. | «Сектор Газа»            | ХимерА                                    | 3:40         |

## Факты
- Сборник, помимо цифрового релиза, был выпущен на CD и виниловых пластинках.
- Версия песни «Туман» от группы «7Б» содержит фрагмент вступления песни «Молодые ветра» этой же группы.